# War in History
War in History (WiH) ist eine führende wissenschaftliche Fachzeitschrift für Militärgeschichte. Sie will militärhistorische Forschung innerhalb der Geschichtswissenschaft verstanden wissen. Das periodenübergreifende Studium umfasst Aspekte wie Wirtschaft, Soziales, Politik und Militär. Die englischsprachigen Artikel befassen sich neben allgemeineren Themen mit den Teilbereichen Land-, Luft- und Seestreitkräfte. Die Zeitschrift verwendet ein double-blind peer review und wird vierteljährlich (dreimal im Jahr: 1994/95) beim Wissenschaftsverlag SAGE Publications in London verlegt.
Begründet wurde sie 1994 durch die Militärhistoriker Dennis Showalter, Colorado College, und Hew Strachan, University of Glasgow. Strachan bekleidete später den berühmten Chichele-Lehrstuhl für Kriegsgeschichte an der University of Oxford. Derzeit wird War in History durch Simon Ball, University of Leeds, Mary Kathryn Barbier, Mississippi State University, und Phillips O’Brien, University of Glasgow herausgegeben. Diese werden durch drei Book Review Editors, zuständig für drei unterschiedliche Perioden, und ein derzeit belgisch und anglo-amerikanisch besetztes Editorial Board unterstützt. Das Advisory Editorial Board besteht aus anerkannten Historikern u. a. Azar Gat, Jeffrey Grey, Michael Howard, Richard Overy, Clifford J. Rogers und Martin van Creveld, deutschsprachige Vertreter sind Jürgen Förster (Freiburg im Breisgau), Stig Förster (Bern), Lothar Höbelt (Wien) und Sönke Neitzel (Potsdam).
In der Zeitschrift War in History veröffentlichten zahlreiche renommierte Wissenschaftler. 2002 löste der US-amerikanische Offizier und Militärschriftsteller Terence Zuber mit seinem Buch Inventing the Schlieffen Plan (Oxford University Press) eine wissenschaftliche Kontroverse aus. Seine umstrittene These der nachträglichen Erfindung des Schlieffen-Plans, die er bereits 1999 in der hiesigen Zeitschrift entwickelte und auf einer Tagung des Militärgeschichtlichen Forschungsamtes (MGFA) und der Otto-von-Bismarck-Stiftung vorgestellt hatte, wurde später in den Zeitschriften Journal of Military History und War in History ausgiebig diskutiert. Zu den Protagonisten gehörten neben Zuber u. a. Terence Holmes (Swansea University) und Robert T. Foley (King’s College London). Nachforschungen des Militärhistorikers Gerhard P. Groß (MGFA) am Bundesarchiv-Militärarchiv widerlegten letztlich Zubers These, worüber auch die deutschen überregionalen Tageszeitungen Die Welt und die Frankfurter Allgemeine Zeitung berichteten.
Die Zeitschrift findet sich in den Zitationsdatenbanken Scopus und Social Sciences Citation Index. 2011 wurde sie durch das Magazin Times Higher Education unter Einbeziehung der Jahres-Zitationen, des Jahres-Impact-Factor und des 5-Jahres-Impact-Factor zu den 20 führenden geschichtswissenschaftlichen Journals gerechnet. Sie hat nach Thompson Reuters, Journal Citation Reports (JCR) einen Impact Factor (IF) von 0.237 (2013). In der Kategorie Geschichte kommt sie auf Platz 33 von 72 und in der Kategorie Internationale Beziehungen auf Platz 71 von 83. Im Jahr 2024 betrug Impact Factor 0,2 und der 5-Jahres-Impact-Factor 0,4. Sie ist Mitglied im Committee on Publication Ethics (COPE).